# The Eternal Reign
The Eternal Reign es el segundo EP de la banda estadounidense de metal progresivo Born of Osiris. Fue lanzado el 24 de febrero de 2017 a través de Sumerian Records. Se trata de una regrabación completa de su EP de 2007, The New Reign, e incluye una canción nueva, «Glorious Day», originalmente prevista para el lanzamiento de 2007. Este es el último álbum que presenta al bajista David Da Rocha.

## Lista de canciones
| N.º | Título                   | Duración |  |
| 1.  | «Rosecrance»             | 2:11     |  |
| 2.  | «Empires Erased»         | 3:25     |  |
| 3.  | «Open Arms to Damnation» | 2:38     |  |
| 4.  | «Abstract Art»           | 3:15     |  |
| 5.  | «The New Reign»          | 2:20     |  |
| 6.  | «Brace Legs»             | 2:28     |  |
| 7.  | «Bow Down»               | 2:01     |  |
| 8.  | «The Takeover»           | 3:03     |  |
| 9.  | «Glorious Day»           | 2:29     |  |

## Personal
Born of Osiris
- Ronnie Canizaro – voz principal
- Joe Buras – teclados, coros, sintetizador, programación, voz clara en "Empires Erased"
- Lee McKinney – guitarras
- David Darocha – bajo
- Cameron Losch – batería